# بارگیری تنبلانه
بارگیری تنبلانه (به انگلیسی: Lazy loading) (همچنین به‌عنوان بارگذاری ناهمزمان شناخته می‌شود) یک الگوی طراحی است که در برنامه‌نویسی رایانه استفاده می‌شود تا مقداردهی اولیه یک شی را تا زمانی که به آن نیاز است به تعویق بیندازد. این الگو در صورت استفاده صحیح و مناسب می‌تواند به کارایی در عملکرد برنامه کمک کند. به‌عنوان نمونه در هنگام باز شدن یک صفحه وب بارگذاری تصاویر بخش‌های از صفحه انجام شود که کاربر در حال دیدن آنها است و با جابجا کردن صفحه و دیده شدن بخش‌های دیگر، تصاویر آن بخش‌ها نیز بارگذاری شود، این الگو می‌تواند سرعت باز شدن صفحه وب را افزایش دهد.
نقطه مقابل بارگذاری تنبل، بارگذاری مشتاق (به انگلیسی: Eager loading) است.